# Mare Fecunditatis

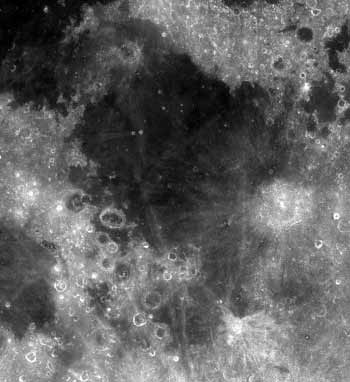
Al centro il mare Fecunditatis, in alto a sinistra si scorge il mare Tranquillitatis, mentre il mare Nectaris è in basso a sinistra.
Il cerchio grigio chiaro a destra del mare è il cratere Langrenus

Il mare Fecunditatis (dal latino mare della fertilità o fecondità) è un mare lunare di 909 km di diametro sul lato visibile della Luna.
Il bacino Fecunditatis si formò nel Pre-Nettariano. Il materiale nelle vicinanze del mare è del periodo Nettariano, mentre il materiale all'interno del mare è del periodo Imbriano superiore ed è relativamente sottile se paragonato allo spessore del mare Crisium o del mare Tranquillitatis.
Il bacino Fecunditatis si sovrappone ai bacini del Nectaris, Tranquillitatis, e Crisium.
Lungo l'area di incontro tra il Fecunditatis e Nectaris, che si trova lungo il bordo occidentale di Fecunditatis, si trovano graben arcuati.
Sul lato orientale di Fecunditatis si trova il cratere Langrenus. 
Lungo lo stesso lato si trova il Sinus Successus, nelle cui vicinanze allunarono le sonde sovietiche Luna 18 e Luna 20.
Vicino al centro del mare, spostati verso ovest, si trovano gli interessanti crateri Messier A e B.
Nella porzione occidentale del mare, a sud-est del cospicuo cratere Colombo, si trova il cratere da impatto Cook, intitolato all'esploratore, cartografo e navigatore britannico James Cook.